# 胡三木
胡三木，中华人民共和国政治人物、全国脱贫攻坚先进个人。

## 生平
胡三木任阳新县枫林镇湖田村驻村工作队队长兼第一书记，黄石市有色第一中学党总支书记。因在脱贫攻坚战中作出突出贡献，2021年2月25日全国脱贫攻坚总结表彰大会上，胡三木被授予“全国脱贫攻坚先进个人”。